# Anolis marsupialis
Anolis marsupialis — вид ігуаноподібних ящірок родини анолісових (Dactyloidae). Ендемік Коста-Риці.

## Поширення і екологія
Anolis marsupialis відомі за типовим зразком, зібраним в провінції Пунтаренас на заході Коста-Рики. Вони живуть в тропічних лісах.